# Корејска кухиња
Корејска кухиња је традиција кувања и обичаја кулинарске уметности Кореје. Корејска кухиња је еволуирала током векова социјалних и политичких промена. Потичући од пољопривредних и номадских традиција у Кореји и јужној Манџурији, Корејска кухиња је еволуирала кроз комплексне интеракције природног окружења и различитих културних трендова.
Корејска кухиња је већински заснована на пиринчу, поврћу и месу. Традиционалним Корејским оброком названа су многа споредна јела (반찬; 飯饌; banchan), која се служе уз зрна куваног пиринча. Кимчи се служи уз практично свако јело. У зачине који се најчешће користе спадају сусамово уље, доењанг (кореј. doen-jang), соја сос, со, лук, ђумбир, љута папричица, гочујанг (кореј. gochu-jang; црвена чили паста) и напа купус.
Састојци и јела варирају у зависности од провинције. Мноштво регионалних јела временом постају национална, тако да се та јела простиру као различите варијације широм земље. Корејска краљевска кухиња једном приликом је спојила све јединствене регионалне специјалитете заједно за краљевску породицу. Храна се регулише од стране Корејског културног бонтона.

## Храна

### Зрна
Зрна су једна од најбитних састојака Корејске дијете. Рани митови о темељима Корејских краљевстава засновани су на зрну. Један од митова доводи се у везу са Јумонгом, који је добио јечамово семе од два голуба, послата од стране његове мајке након оснивања краљевства Гогурјо. Други мит говори о три бога са Чеџу острва, који је требало да буду венчани са три принцезе Тамне; мит говори о томе како су богови донели пет зрна и посадили их, на тај начин створивши први пример данашње пољопривреде.
Пиринач се користио за прављење многих ствари, поред традиционалне чиније обичног белог пиринча. Често се меша заједно са брашном, како би се направили пиринчани колачи звани ттеок, и то у преко две стотине различитих варијанти. Кувањем пиринча могу се правити каше (кореј. jug), као и друге врсте пиринчане каше (кореј. poliji) које се мешају са другим зрнима, месом или морским плодовима. Корејци, поред тога, производе велику количину пиринчаних вина, како у филтрираним, тако и у нефилтрираним издањима.

### Зачини
Зачини су подељени на ферментисане и неферментисане варијанте. Ферментисани зачини укључују ганђанг (кореј. Gaeryang-ganjang; врста соја соса), доењанг (кореј. doen-jang), гочујанг (кореј. gochu-jang; црвена чили паста) и сирће. Неферментисани зачини укључују црвену паприку, црну паприку, кордифолија (лат. Tinospora cordifolia), сенф, бели лук, ђумбир, црни лук, празилук и млади лук.

### Месо
У антици, већина меса у Кореји добијала се путем лова и риболова. Древна открића указују да је узгој стоке, и то у малим количинама, започео у периоду постојања Три Краљевства. Месо се конзумирало печено, у супи или паприкашу током овог периода. Људи који су живели у близини океана могли су да употпуне свој оброк рибом, док су они који живе у унутрашњости имали дијету са већом количином меса.

#### Говедина
Говедина је најцењенија врста меса, са стоком која држи важну културну улогу у Корејском дому. Говедина се, у данашње време, спрема на многе начине као печена, грилована или кувана у супама.

#### Пилетина
Пилетина се најчешће служи као печена или динстана са поврћем или у супама. Сви делови пилета се користе у Корејској кухињи, укључујући желудац, јетру и ногице. Млада пилетина се динста са кинеском врстом корена биљке женшен (кин. jîn-sim), као и са другим састојцима у медицинским супама које се једу током лета, како би се изборили са врућинама.

#### Риба и морски плодови
Риба и шкољке представљају огроман део Корејске кухиње због океана који се граниче са полуострвом. Докази из 12. века указују на то да су се дијете људи састојале већинским делом од морских плодова, као што су шкампи, шкољке, остриге, абалон шкољке и чиков риба, док су јагњетина и свињетина биле резервисане за вишу класу.
Свежа и морска риба су јако популарне и служе се сирове, гриловане, печене, као и у супама или паприкашу. Риба се често суши природно да би се продужили периоди складиштења и омогућио транспорт на велике удаљености. Осушене ринглице, заједно са морским алгама, формирају основу супе.

### Поврће
Корејска кухиња користи широк асортиман поврћа, које се обично служи некувано у салатама, као и кувано у различитим чорбама, прженим оброцима и другим топлим јелима. У често коришћено поврће спадају корејски целер, купус, краставац, кромпир, слатки кромпир, спанаћ, боранија, млади лук, бели лук, љуте папричице, алге, тиквице, печурке и корен лотуса.

### Медицинска храна
Медицинска храна (кореј. boyangshik) је широк асортиман специјалне хране која се спрема и конзумира у медицинске сврхе, поготову током најтоплијег периода од 30 дана у лунарном календару, званом самбок (кореј. sambog). Верује се да топла јела која се конзумирају обнавља чи (кин. qi или ch'i), као и физичку спремност, изгубљену током летњих врућина. Медицинска храна често укључује женшен (кореј. insam), пилетину, месо црне козе, абалон, јегуље, шарана, супе са говеђим костима, свињски бубрези и псеће месо.

#### Псеће месо
Псеће месо, које је све мање популарно данас, посматра се више као врста здравог тоника него као део дијете, највише код омладине која псе посматра као љубимце и услужне животиње. Кости паса су ископане у неолитском насељу у Чангњонгу (кореј. Changnyeong-gun), у провинцији Јужни Гјонгсанг (кореј. Gyeongsangnam-do). Корејци користе различите кинеске изразе за пса ("犬; то", што се односи на кућне љубимце, дивље псе и вукове) из кинеског израза ("狗; 狗") који се користи посебно за означавање меса пса. "Хвангу" се сматра бољим за конзумацију него "Бекгу" (Бели пас) и "Хеукгу" (Црни пас).
Према истраживању спроведеном 2006. године, месо паса је четврто најчешће конзумирано месо у Јужној Кореји.

## Јела

### Кимчи
Кимчи се односи на често ферментисана јела од поврћа која се обично праве са напа купусом, корејском ротквицом или краставцем. Постоје четири типа сирових састојака, од којих су најзначајнији зачини и други додатни састојци. Неки од зачина су црвени и црни бибер, цимет, бели лук, ђумбир, лук и сенф. Постоје безбројне сорте са регионалним варијацијама, а служе се као прилог или кувана јела у оквиру супе и јела од пиринча. Крајем 15. века, био је познат корејски обичај да су корејски преци закопавали тегле кимчија у земљу за складиштење током целе зимске сезоне, јер се ферментисана храна може држати и до неколико година. Тада се складиштило у традиционалним корејским лонцима од блата, познатим као ђангтокте (кореј. јangttokttae), иако је са појавом фрижидера, специјалних замрзивача за кимчи ова пракса постала ређа. Кимчи је храна на бази поврћа која укључује ниске калорије, ниске масноће и не укључује холестерол. Такође, богат је извор разних витамина и минерала. Садржи витамине као што су витамин А, витамин Б, витамин Ц и витамин К. Становници Јужне Кореје сваке године поједу око 40 килограма кимчија.

### Нудле
Нудле или јела од резанаца у корејској кухињи се колективно називају "гуксу". Док су се резанци у Кореји јели од давнина, производња пшенице је била мања од других усева, тако да пшенични резанци нису постали дневна храна до 1945. године. Пшенични резанци (милгуксу) били су посебна храна за рођендане, свадбе или повољне прилике, јер се сматрало да су дуги и континуирани облик резанаца повезани са блаженством за дуговечност и дуготрајан брак.
У корејским традиционалним јелима од резанаца спадају онмиеон (кореј. immyeon) или гуксу јанггук (кореј. gugsu jang-gug; резанци са врућом бистром супом), ненгмјон (кореј. naengmyeon; хладни резанци од хељде), бибим гуксу (кореј. bibim gugsu; јело од хладног резанца помешано са поврћем), калгуксу (кореј. kalgugsu; нудле које се режу ножем), конгуксу (кореј. kong-gugsu; резанци са хладном сојином супом), ђапче (кореј. jabchae; целофански резанци од слатког кромпира са разним поврћем) и други. У краљевском двору, бекмјон ("бели резанци") сматран је најквалитетнијим јелом од резанаца. Ненгмјон (кореј. naengmyeon) са хладном супом помешаном са донгчимијем (кореј. dongchimi; воденастим ротквама кимчија) и говеђим прсима јео се на суду током лета.
Ђађангмјон (кореј. јajangmyeon), основно корејско-кинеско јело од резанаца, изузетно је популарно у Кореји као брза храна. Прави се са сосом од црног пасуља који се обично пржи са свињским или морским плодовима и разним поврћем, укључујући тиквице и кромпир. Он се популарно наручује и испоручује, попут кинеске хране за успут у другим деловима света.
Рамен (кореј. ramyeon) се односи на корејске инстант резанце сличне рамену.

### Ању (прилог уз алкохолна пића)
Ању је општи термин за корејски прилог конзумиран уз алкохол. Добро се слаже са корејским традиционалним алкохолом као што је сођу (кореј. soju) и помаже људима да уживају у њиховом пићу. Неки од примера укључују динстане лигње, разно воће, тофу са кимчијем, кикирики, оденг (кореј. odeng), сола (кореј. sola; врста шкољки популарних на уличним тезгама) и нагђи (кореј. nagji; мале хоботнице) и ђокбал (кореј. dwaeji bal; свињска ногица сервирана са сосом од сланих шкампа). Већина корејских намирница може се сматрати 'ању', јер храна која се конзумира заједно са алкохолом зависи од укуса и склоности вечере.

## Слаткиши
Традиционални пиринчани колачи, ток (кореј. tteog) и корејски слаткиши хангва (кореј. hang-wa) се једу као посластице за време празника и фестивала. Служи се или пуњена или прекривена заслађеном пастом пасуља, црвеним пасуљем, пиреом црвеног пасуља, сувим грожђем, заслађеним пуњењем са семеном сусама, слатком бундевом, пасуљем, или медом. Ток се обично служи као десерт или као ужина. Мед или други мекани слатки материјал, као што су заслађени сусам или црни пасуљ, користе се као пуњења. Борове иглице могу се користити за давање укуса током процеса испаравања. Јагсаг (кореј. yagsag) је слатки пиринчани колач направљен од глутенског пиринча, кестена, пињола, јујуба (кинеска урма) и других састојака.
С друге стране, хангва (кореј. hang-wa) је општи термин који се односи на све врсте корејских традиционалних кондиторских производа. Састојци хангва углавном се састоје од зрна брашна, меда, квасца и шећера, или воћа и јестивих корена. Хангва је углавном подељена на иумилгва (пржене кондиторске производе), суксилгва, јонгва, гвапјон, дасик (чајна храна) и јот. Иумилгва се прави уз пржење комада теста, као што су мејакгва и иакгва. Мејакгва је прстенаста конфекција од пшеничног брашна, биљног уља, цимета, сока од ђумбира, јочонг-а и пињола, док је иакгва "медицинска посластица", бисквит у облику цвета од меда, сусамовог уља и пшеничног брашна .
Суксигва (кореј. sugsiggwa) се прави кувањем воћа, ђумбира или орашастих плодова у води, а затим се формира мешавина у облику првобитног воћа или се претвара у друге облике. Гвапјонг (кореј. gwapyeong) је желатинаста конфекција направљена кувањем киселог воћа, скроба и шећера. Дасик (кореј. dasig), који се једе уз чај, направљен је гњечењем пиринчаног брашна, меда и разних врста брашна од орашастих плодова, лековитог биља, сусама, или јујубе. Ђонгва (кореј. jeonghwa) се прави кувањем воћа, корена биљака и семена у меду, мулију (течним слаткишима) или шећеру. Сличан је мармелади или џему. Иеот је корејски традиционални слаткиш у течном или чврстом облику направљеном кувањем пиринча, глутенског пиринча, кукуруза, слатког кромпира или мешаног зрна. Кувани састојци се лагано ферментишу и кувају у великој посуди која се зове сот (솥) дуго времена.